# Koreanische Vereinigungsflagge
Die Koreanische Vereinigungsflagge (koreanisch 통일기 oder 한반도기, englisch Korean Unification Flag) ist die inoffizielle Flagge  für gemeinschaftliche Veranstaltungen und Auftritte Nord- und Südkoreas. Sie wird vor allem bei Sportveranstaltungen wie den Olympischen Spielen verwendet.

## Beschreibung
Der Hintergrund der Flagge ist weiß. In der Mitte befindet sich in allen Versionen ein blauer Umriss der koreanischen Halbinsel und der Insel Jejudo im Südwesten. Später wurde die Flagge um die Insel Ulleungdo im Osten, den Liancourt-Felsen im Osten und den Socotra-Fels im Südwesten ergänzt.

## Kritik

Die Flagge mit Ulleungdo ab 2002

Die Flagge mit Ulleungdo und dem Liancourt-Felsen ab 2003

Rechtsextreme Gruppen in Südkorea lehnen die Flagge ab. Sie verbrannten sie bei Demonstrationen, zusammen mit der Flagge Nordkoreas und Bildern des nordkoreanischen Machthabers Kim Jong-un. Der ehemalige südkoreanische Diplomat Kim Sung Han erklärte, die Flagge würde die derzeitige politische Situation romantisieren, auf Grundlage eines „romantisierten Nationalismus“. Man müsse vorsichtig auch nach der nationalen Identität Südkoreas fragen. Kim Sung Han sieht in der Flagge eher eine Ablenkung der Streitfrage über das nordkoreanische Atomprogramm. Nordkorea signalisiere durch die Flagge, dass es nicht gefährlich sei. In der jüngeren Generation würde das Interesse an einer koreanischen Wiedervereinigung sinken. Nur 40 % der Südkoreaner befürworteten 2018 die Idee der Vereinigungsflagge bei den Winterspielen. Zur Zeit der Asienspiele 2006 begrüßten noch 76 % der Südkoreaner die Verwendung der Flagge.
Japan sorgte im Vorfeld der Olympischen Winterspiele 2018 in Pyeongchang für die Entfernung von Ulleungdo und dem Liancourt-Felsen auf der Flagge, da die Zugehörigkeit dieser Inseln zwischen Südkorea und Japan umstritten ist.

## Geschichte
Die Flagge wurde im Vorfeld der Asienspiele 1990 entwickelt.
Erstmals zum Einsatz kam die Flagge bei der Tischtennisweltmeisterschaft 1991 in Japan und der Junioren-Fußballweltmeisterschaft 1991 in Portugal. Beide koreanischen Staaten marschierten gemeinsam unter der Flagge bei den Olympischen Sommerspielen 2000 in Australien ein.
Zu den Asienspielen 2002 wurde die Vereinigungsflagge um die Insel Ulleungdo ergänzt und nach der Sommer-Universiade 2003 zu den Winter-Asienspiele 2003 um den Liancourt-Felsen. Auch bei den Olympischen Sommerspielen 2004 in Griechenland, den Olympischen Winterspielen 2006 in Italien und den Asienspielen 2006 marschierten die Athleten bei den Eröffnungsfeiern mit der Vereinigungsflagge in die Stadien an, traten bei den Wettkämpfen allerdings jeweils unter eigener Flagge an. Als 2006 der Streit um den Socotra-Felsen zwischen Japan, Südkorea und China eskalierte erschien auch dieser auf der Flagge. 2007 wurde die Flagge beim Grenzübertritt des südkoreanischen Präsidenten Roh Moo-hyun nach Nordkorea 2007 gezeigt.
Bei den Olympischen Sommerspielen 2008 in der Volksrepublik China kam die Flagge auf Wunsch Nordkoreas nicht zum Einsatz, dafür verwendeten 2010 und 2012 Nordkoreaner die Flagge, um südkoreanische Persönlichkeiten zu verabschieden, die aus der Demilitarisierten Zone in ihre Heimat zurückreisten. Bei den Winterspielen 2018 in Südkorea traten Athleten aus beiden Koreas wieder gemeinsam unter der Vereinigungsflagge an. Allerdings wurden hier nach einem japanischen Einspruch die umstrittenen Inseln entfernt.